# Радклиф, Анна
Анна Радклиф (Энн Рэдклифф, англ. Ann Radcliffe, урождённая Уорд (англ. Ward); 9 июля 1764 — 7 февраля 1823) — английская писательница, одна из основательниц готического романа. Самые известные её произведения — «Роман в лесу» (1791), «Удольфские тайны» (1794), «Итальянец, или Исповедальня кающихся, облачённых в чёрное» (1797).

## Биография
Анна Радклиф родилась в 1764 году в городе Холборне в семье галантерейщика Вильяма Уорда; её матерью была Анна Уотс. Фамилию Радклиф она получила, выйдя в возрасте 22 лет замуж за журналиста Вильяма Радклифа, владельца и главного редактора газеты «English Chronicle». Поскольку у них не было детей, Анна, чтобы занять свободное время, начала заниматься беллетристикой. Муж это её занятие поощрял и поддерживал.
В течение семи лет она выпустила все свои книги, получившие впоследствии широкое распространение, и после 1797 года прекратила заниматься литературой из-за того, что от природы была застенчивым человеком. Большая известность пугала её, нарушала её внутреннее спокойствие.
Жизнь Анны Радклиф, как и её творчество, окружены различными тайнами. Одна из таких легенд гласит, что, выдумывая новые сюжеты и страшные детали своих произведений, Анна сошла с ума и после этого умерла. Надо заметить, что опровержений подобным слухам (они распространились, когда Анна прекратила писать) при её жизни не было.
На самом деле Радклиф скончалась на 59-м году жизни 7 февраля 1823 года от пневмонии. Похороны состоялись 15 февраля в церкви Святого Георгия около Гановер-сквер в Лондоне. Тело писательницы было погребено в склепе M569 часовни приходской церкви на кладбище Бейсвотер-роуд (Bayswater Road) — одном из двух кладбищ прихода Святого Георгия на Гановер-сквер. В 1853 году кладбище перестало использоваться, а поскольку во время Второй мировой войны оно пострадало от бомбёжки немецкой авиации, специальным актом парламента кладбище было секуляризировано, и в 1970-х годах на его месте было построено престижное жильё — St George’s Fields Estate. При разборе останков и составлении списка надписей на могильных плитах в 1969 году имя Анны Радклиф обнаружено не было (согласно информации, полученной в архивах Вестминстера).
Не сохранилось ни одного прижизненного портрета Анны Радклиф.

## Творчество
Самыми популярными романами Анны Радклиф были «Роман в лесу» (1791), «Удольфские тайны» (1794) и «Итальянец, или Исповедальня кающихся, облачённых в чёрное» (1797). Главная особенность прозы Радклиф — обилие эффектных литературных средств, способных запугать читателя ужасами ситуаций и антуража (заброшенные могилы, призраки, духи, гроза, и т. п.), неожиданными сюжетными поворотами, злодействами и интригами.
Во многих произведениях ощущается влияние сентиментального жанра, что также немало способствовало популярности её романов. В первой четверти XIX века романы Радклиф имели громадный успех не только в Англии, но и в Европе, в том числе и в России. Анне Радклиф принадлежит также описание путешествия на континент, совершённого ею в 1794 году. Книга «Journal of a tour through Holland and the western frontier of Germany» содержит как красивые и поэтичные описания увиденного, так и достаточно чопорные суждения о чужих краях.
Творчество Анны Радклиф оказало глубокое влияние на многих более поздних авторов, в том числе маркиза де Сада, Эдгара По и Вальтера Скотта.

## Переводы и подражания Радклиф в России
В русской литературе романы Радклиф переводились и вызывали массу подражаний. Большая часть подражаний принадлежит неизвестным авторам, которые выпускали свои произведения под именем знаменитой романистки.
Под именем Радклиф были изданы романы:
- «Видения в Прирейнском замке» (M., 1802; Орёл, 1823 и другие издания),
- «Живой мертвец» (М., 1808 и 1816),
- «Замок Альберта» (1803),
- «Замок, или Ночные привидения» (М., 1808, 4-е изд., 1816),
- «Итальянец, или Исповедная чёрных кающихся» (М., 1802—1804),
- «Лес, или Сен-Клерское аббатство» (М., 1801; Орел, 1823 и другие издания),
- «Луиза, или Подземелье Лионского замка» (M., 1819),
- «Мария и граф М-в, или Несчастная россиянка» (М., 1810),
- «Монастырь св. Екатерины, или Нравы XVIII в.» (Орёл, 1815),
- «Монастырь св. Колумба» (М., 1866),
- «Наследница Монтальда» (М., 1818),
- «Ночные видения» (М., 1811),
- «Пещера смерти в дремучем лесу» (М., 1816),
- «Полночный колокол» (СПб., 1802 и М., 1816),
- «Пустынник таинственной гробницы» (М., 1818),
- «Таинства Удольфские» (М., 1802),
- «Таинства Чёрной башни» (М., 1811 и 1816),
- «Ужасные и прочие приключения и видения в Прирейнском замке» (М., 1809),
- «Юлия, или Подземельная темница Мадзини» (М., 1802).

Почти все романы Радклиф или её русских подражателей изданы в Москве или Орле; и только один роман издан в Санкт-Петербурге, но и он переиздан в Москве.